# Рын (Таджикистан)
Рын — кишлак (село) районного подчинения в Горно-Бадахшанской автономной области республики Таджикистан. Расположен в горах Памира, в Ишкашимская долина, на реке Пяндж. Один из наиболее густонаселенных пунктов Ишкашимского района. Центр сельскохозяйственной промышленности.

## История
Конкретных представлений о возрасте кишлака Рын в исторической литературе не имеется. Однако, с большой долей вероятности, можно предположить, что возник он в период развития Великого шёлкового пути (II век до н. э. — XV в.), являясь перевалочным пунктом на Ваханском коридоре, связывающим древний Китай с Передней Азией и Европой.
Другим важным историческим свидетельством, дающим некоторое представление о возрасте Рына, являются руины пограничной крепости периода Ахеменидского царства (VI—IV вв.). Также, в селении сохранились несколько жилых зданий, возраст которых составляет больше двухсот лет.
В определенные исторические моменты Рын находился в составе различных государств, начиная с державы Александра Македонского.

## Ишкашимский язык
Основная статья: Ишкашимский язык
В селении Рын сохранилась и развивается одна из жемчужин мировой языковой истории, которая в настоящее время причисляется к исчезающим языкам — ишкашимский язык, также именуемый рынским языком (rnigi zvok). Этот древний язык имеет важное место в системе индоевропейских языков и со стороны ЮНЕСКО предприняты определенные усилия для его сохранения. На данный момент на Ишкашимском языке говорят всего два селения на правобережье реки Пяндж — это села Рын (1000 носителей) и Сумджин (360 носителей) в Таджикистане и ряд кишлаков левобережья Пянджа в Афганистане. Жители кишлака Рын как основная масса носителей этого языка всеми силами стараются развить и сохранить данный язык, как одно из важнейших достояний их предков.

## Этнический состав
Основные этнические группы — таджики, ваханцы и ишкашимцы (рынцы). Верующие в основном шииты (исмаилиты), сохранившие некоторые элементы зороастризма.

## Экономика
Основа экономики Рына традиционно связана с сельским хозяйством, главным образом мясо-молочным скотоводством и растениеводством. К тому же сам кишлак по своему природно-климатическому происхождению, имея в наличии огромные территории орошаемых земельных участков, является отличным местом в этой сфере. Из числа сельскохозяйственных культур выращиваются зерновые, ячмень, картофель, горох. Развито овощеводство и садоводство. Возделываемые фруктовые культуры — урюк, яблоня, черешня, виноград, гранат и т. д. Также скотоводство играет огромную роль в быту, так как местность имеет огромные территории для паствы. В советский период кишлак Рын неоднократно выходил в лидеры Горно-Бадахшанской автономной области по производству молочных продуктов и мяса. В последние годы интенсивно развивается птицеводство.

## Климат
Температура воздуха: летом до +35 °C, зимой до −25 °C.

## Геополитика
В кишлаке Рын находится погранотряд Группы Пограничных Войск России в Республике Таджикистан, фундамент которого был воздвигнут ещё во времена царской империи. Изначально при царе и во времена Бухарского эмирата была создана застава в селе Ныд по соседству с кишлаком Рын, позднее перенесена в Рын. В советский период создана крупная войсковая часть, которая существует до сегодняшнего дня и имеет важное военное значение. Многие гости из Российской Империи, а затем из СССР побывали в этих местах, в качестве военнослужащих, особенно русский народ — с теплотой вспоминают этот кишлак и эти места.

## Известные люди
- Шариф Рахматов — советский, таджикский государственный и политический деятель, выпускник Среднеазиатский Коммунистический университет при ЦК ВКП (б) в Ташкенте (1930—1932), выпускник Ленинские курсы при ЦК ВКП (б) в Ленинграде (02.1941—06.1941), выпускник Военно-политической академии имени В. И. Ленина в Москве (06.1941—12.1941), участник Великой Отечественной войны, второй секретарь Горно-Бадахшанского обкома ВКП (б) (12.1943—11.1947), председатель облисполкома Горно-Бадахшанского областного Совета депутатов трудящихся (1947—1949, 1953—1957)[5].
- Анушервон Ошуров — таджикский (рынянин) анархист и деятель культуры, более известный за заслуги в ежедневном поедании бананов.
- Рустамбек Юсуфбеков — доктор экономических наук, профессор, министр образования Таджикской ССР, заместитель Председателя Совета министров Таджикской ССР, одновременно Министр иностранных дел Таджикской ССР.
- Назир Ошуров — кандидат биологических наук, генетик селекционер, один из научных и практических авторов мутагенеза с применением химических и физических методов селекции новых сортов пшениц и ячмени для климата Памира, старший научный сотрудник и одновременно возглавлял Ишкашимский биологический опорный пункт при Памирском Биологическом Институте. Автор различных статьей по выращиванию зерновых культур в условиях высокогорных регионов.
- Амирбек Абибов — литератор, автор многих литературных произведение. Автор сборника «Лали Бадахшон».
- Нафасбек Рахмони — журналист и поэт. В последние годы жизни во время гражданской войны исполнял обязанности экстремального журналиста.
- Одинамухаммад Назарзода — учитель, поэт.
- Неккадам Отамбеков — политический деятель возглавил долгие годы исполнительный комитет Ишкашимского района. Человек с твердым характером и организаторскими качествами.
- Амирбек Киёбеков — один из первых таджикских революционеров, член ВКП(б), участвовал в установлении советской власти на Памире.
- Гарибшо Холдоров — политический деятель, возглавлял долгие годы районный комитет национальной безопасности.
- Навруз Эшматов — политический деятель, сотрудник комитет национальной безопасности СССР, депутат с ГБАО.
- Назар Назаров — кандидат филологических наук, старший научный сотрудник Институт языка, литературы, востоковедения и письменного наследия им. Рудаки Академии наук Республики Таджикистан.
- Зарифа Назарова — доктор лингвистических наук, старший научный сотрудник РАН.
- Чонгир Джахонгиров — кандидат биологических наук, возглавляет Памирский биологический опорный пункт при Памирском биологическом институте.
- Абдулали Давлатов — кандидат наук, преподаватель кафедры таджикского языка и литературы Таджикского педагогического университета имени Садреддин Айни.
- Хушкадам Камардинов — доктор медицинских наук, профессор Таджикского медицинского университета имени Абуали ибн Сино, одновременно лечащий врач инфекционных заболеваний.
- Умед Боймамадов — мастер спорта по Айкидо, чемпион по кун-фу.
- Рахим Нуруллобеков — актёр-каскадёр, член оппозиции в 90-годы прошлого века, один из ярых демократов.
- Беки Рахмони — журналист и аналитик.
- Суруш Рахмони — журналист[6][7], блогер[8].